# Önsbackdammen
Önsbackdammen är en sjö i Falu kommun i Dalarna och ingår i Dalälvens huvudavrinningsområde. Sjön är 3,4 meter djup, har en yta på 0,253 kvadratkilometer och befinner sig 180,6 meter över havet.

## Delavrinningsområde
Önsbackdammen ingår i det delavrinningsområde (672112-148648) som SMHI kallar för Utloppet av Önsbackdammen. Medelhöjden är 199 meter över havet och ytan är 1,72 kvadratkilometer. Det finns ett avrinningsområde uppströms, och räknas det in blir den ackumulerade arean 1,91 kvadratkilometer. Vattendraget som avvattnar avrinningsområdet har biflödesordning 5, vilket innebär att vattnet flödar genom totalt 5 vattendrag innan det når havet efter 224 kilometer. Avrinningsområdet består mestadels av skog (55 procent). Avrinningsområdet har 0,25 kvadratkilometer vattenytor vilket ger det en sjöprocent på 14,3 procent. Bebyggelsen i området täcker en yta av 0,24 kvadratkilometer eller 14 procent av avrinningsområdet.